# Radziwiłłkroniek

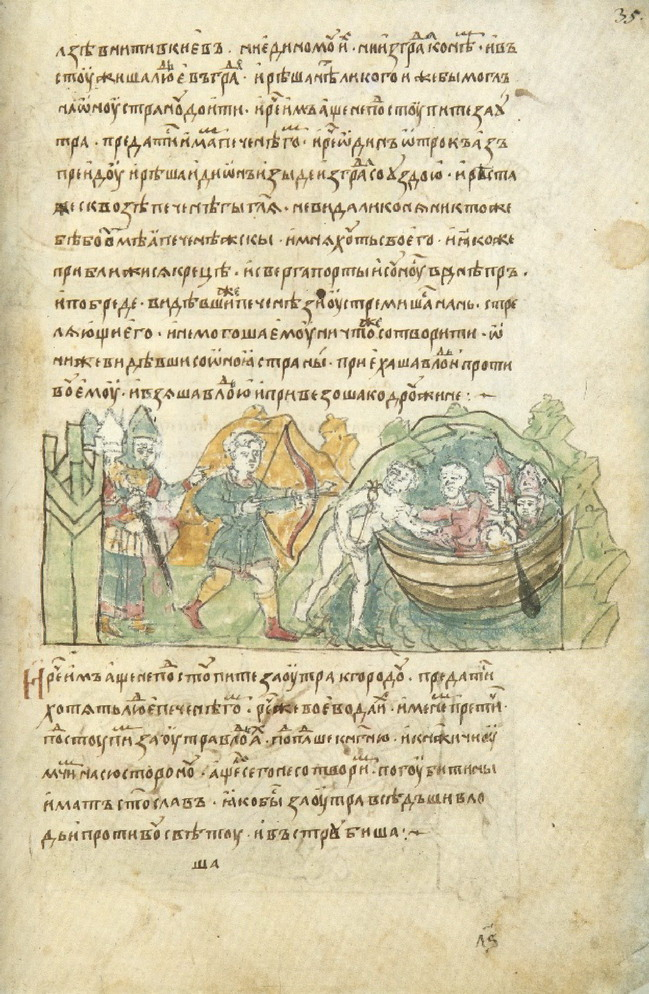
Folio 68 uit de Radziwiłłkroniek (documentnummer "34.5.30"), bewaard in de Bibliotheek van de Russische Academie van Wetenschappen in Sint-Petersburg.

De Radziwiłłkroniek, ook wel bekend als de Kroniek van Koningsbergen, is een collectie van Oudoostslavische verluchte handschriften uit de 15e eeuw (circa 1490). Er wordt gedacht dat het een kopie is van een 13e-eeuws origineel. Het handschrift bevat een kopie van de Primaire Kroniek tot 1116 en een kopie van de Soezdal-Vladimirkroniek tot 1206.

## Provenance en naam
De naam is afgeleid van de familie Radziwiłł uit het Grootvorstendom Litouwen (later het Pools-Litouwse Gemenebest), die het bewaarden in hun Kasteel van Njasvizj (heden in Belarus) in de 17e eeuw. Meer specifiek gaat het om Janusz Radziwiłł (1612-1655). Een familielid van Janusz doneerde het Handschrift van Radziwiłł in 1668 aan de slotbibliotheek van Koningsbergen (Duits: Königsberg, heden Kaliningrad) in Pruisen, waardoor het ook wel het Koningsbergse Handschrift wordt genoemd. Nadat Russische troepen tijdens de Zevenjarige Oorlog (1756-1763) Koningsbergen veroverden, is het handschrift als oorlogsbuit in 1758 of 1761 uit Koningsbergen weggehaald en aangeworven door de Bibliotheek van de Russische Academie van Wetenschappen in Sint-Petersburg, waar het momenteel wordt bewaard met documentnummer "34.5.30".

## Galerij

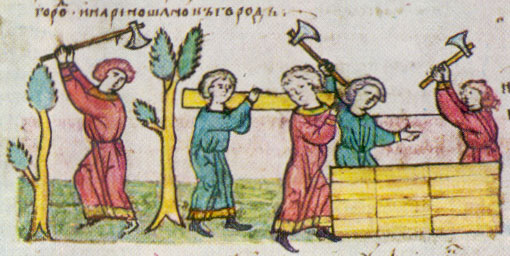
Ilmenslovenen bouwen Veliki Novgorod
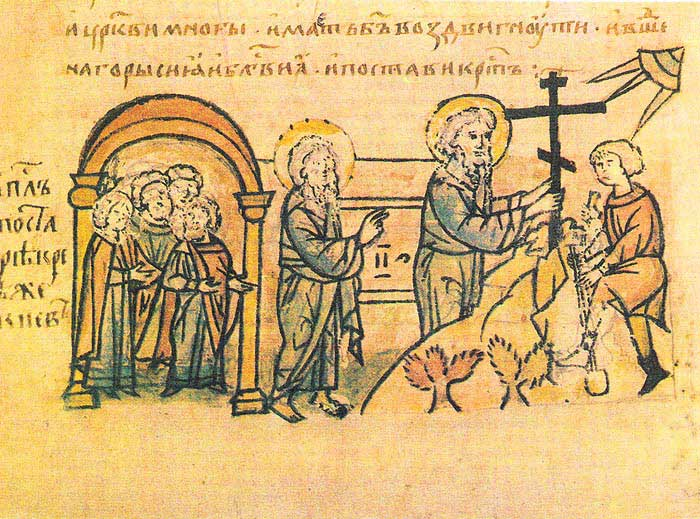
Apostel Andreas voorspelt de opkomst van Kiev
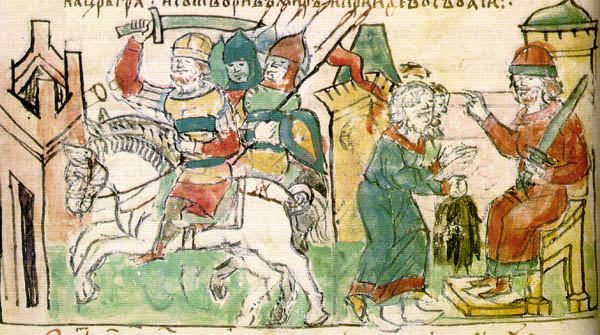
Igor van Kiev int tribuut van de Drevljanen